# Taiwanmeise

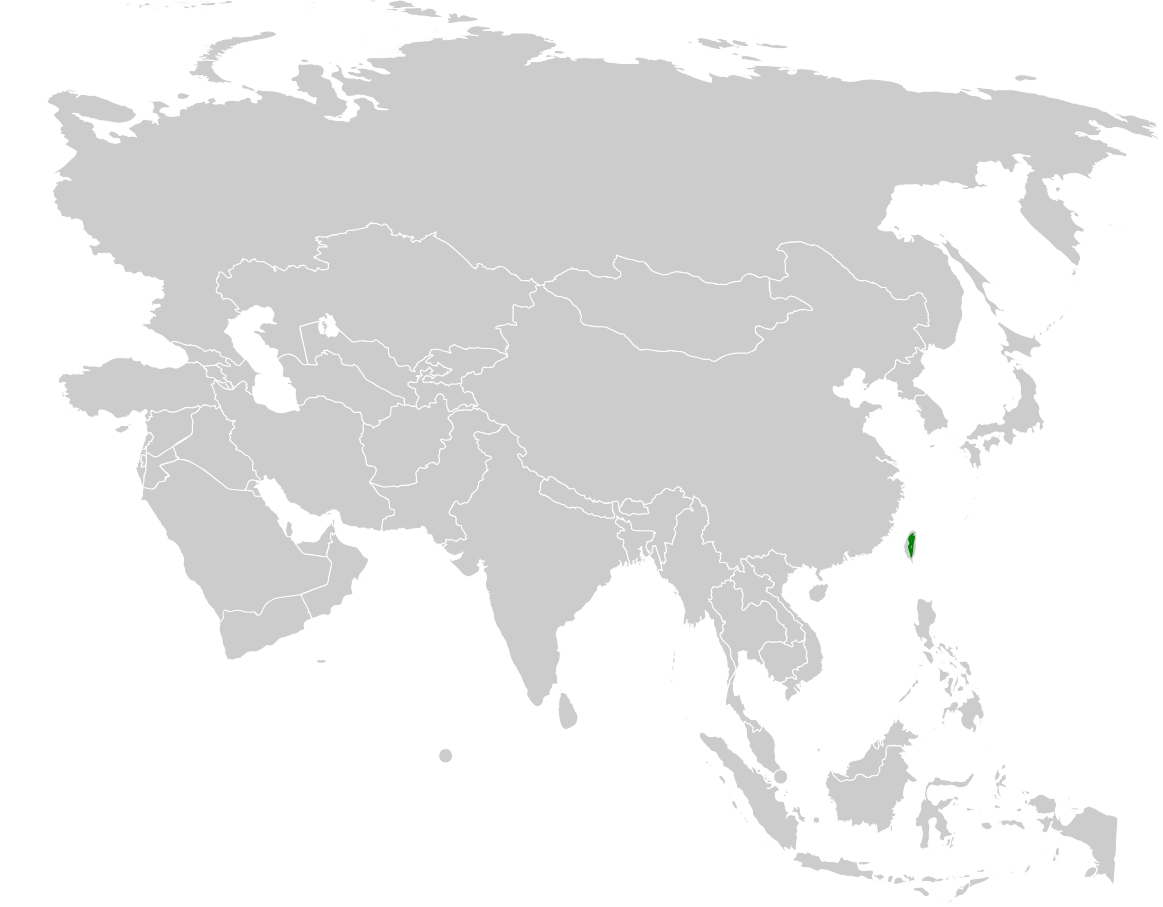
Verbreitungsgebiet der Taiwanmeise

Die Taiwanmeise (Machlolophus holsti, Syn.: Parus holsti), auch als Formosameise bezeichnet, ist ein kleiner, überwiegend gelb-schwarzer Singvogel aus Taiwan.

## Beschreibung
Die Taiwanmeise erreicht eine Länge von 13 cm. Das Männchen ist auffallend gefärbt und zeichnet sich durch eine lange Haube aus. Die Kappe, die Haube, der Rücken, die Flügeldecken und der Bürzel sind schwarz gefärbt und kontrastieren mit einer leuchtend gelben Stirn, Wangenpartien und Unterseite. Die Rückseite der Haube ist weiß. Die Flügel sind hellblau gefärbt und besitzen weiße Außenränder. Beim Weibchen ist die Haube etwas kleiner. Es ist blasser gefärbt und der Rücken ist olivgrün. Im Gegensatz zum Männchen fehlt beim Weibchen der Bauchfleck. Jungvögel sind insgesamt heller, ihre Bauchseite ist weißlich bis cremefarben. Die Iris ist dunkelbraun, der Schnabel ist schwarz und die Beine sind grau.

## Lebensraum
Die Taiwanmeise bewohnt primäre gemäßigte Laubwälder und gelegentlich Sekundärwälder in den Bergregionen Zentral-Taiwans in Höhenlagen von 700 bis 2500 m. Sie meidet Nadelwaldplantagen und Bambuswälder.

## Lebensweise
Die Taiwanmeise ist einzeln, paarweise oder in kleinen Schwärmen anzutreffen. In der mittleren Baumschicht geht sie auf Insektenjagd. Die Brutzeit ist im April. Die Nester werden in Höhlen großer Bäume errichtet. Das Gelege besteht aus drei bis vier Eiern. Außerhalb der Brutsaison vergesellschaftet sie sich gelegentlich mit anderen kleinen Singvögeln.

## Status
Die Taiwanmeise ist in weiten Teilen ihres Verbreitungsgebietes ziemlich selten geworden. Von BirdLife International wurde sie in der Vorwarnstufe als „potenziell gefährdet“ (Near threatened) eingestuft. Früher wurden viele Jungvögel ausgenistet und als Käfigvögel exportiert.  Auch die Rodung der Wälder hat zur Bestandsdezimierung beigetragen. Heute stehen etwa 11 % ihres Lebensraumes unter Naturschutz.